# Moudjaïdou Soumanou Issoufou
 (février 2024).
Moudjaïdou Soumanou Issoufou ancien ministre dans le gouvernement de Boni Yayi, est un diplomate et homme politique béninois.

## Biographie

### Enfance et formations
Moudjaïdou Soumanou Issoufou est originaire de Nikki. Il est diplômé de la faculté des sciences juridiques économiques et politiques de l’université nationale du Bénin, actuelle université d'Abomey-Calavi. Il est titulaire d'une maîtrise ès sciences de gestion.

#### Carrière
Au lendemain de la victoire de Boni Yayi à la présidentielle de 2006, Moudjaïdou Soumanou Issoufou entre au gouvernement au poste de ministre de l’Industrie et du Commerce,. Par décret no 2016-743 du 7 décembre 2016, il est nommé par le président Patrice Talon au poste d'ambassadeur extraordinaire et plénipotentiaire du Bénin près l’État du Koweït,,,,.
Avant cela, Moudjaïdou Soumanou Issoufou est directeur de la concurrence et des prix de 1996 à 1999, directeur du commerce intérieur de 1999 à 2001 et directeur général de la Société de développement du coton (SODECO).